# Cystorchis peliocaulos
Cystorchis peliocaulos är en orkidéart som beskrevs av Rudolf Schlechter. Cystorchis peliocaulos ingår i släktet Cystorchis, och familjen orkidéer. Inga underarter finns listade i Catalogue of Life.